# 阿贝维尔莱孔夫朗
阿贝维尔莱孔夫朗（法語：Abbéville-lès-Conflans，法語發音：[abevil le kɔ̃flɑ̃]，意为“孔夫朗附近的阿贝维尔”）是法国默尔特-摩泽尔省的一个市镇，属于布里埃区。

## 地理
阿贝维尔莱孔夫朗（49°11'52"N, 5°50'40"E）面积7.73 平方千米，位于法国大東部大區默尔特-摩泽尔省，该省份为法国东北部内陆省份，是洛林的一部分，北邻比利时、卢森堡，北起顺时针与摩泽尔省、下莱茵省、孚日省和默兹省接壤。
与阿贝维尔莱孔夫朗接壤的市镇（或旧市镇、城区）包括：莱巴罗什、邦库尔、孔夫朗昂雅尼西、阿特里兹、拉布里、奥兹拉耶、蒂姆雷维尔、瓦勒鲁瓦。
阿贝维尔莱孔夫朗的时区为UTC+01:00、UTC+02:00（夏令时）。

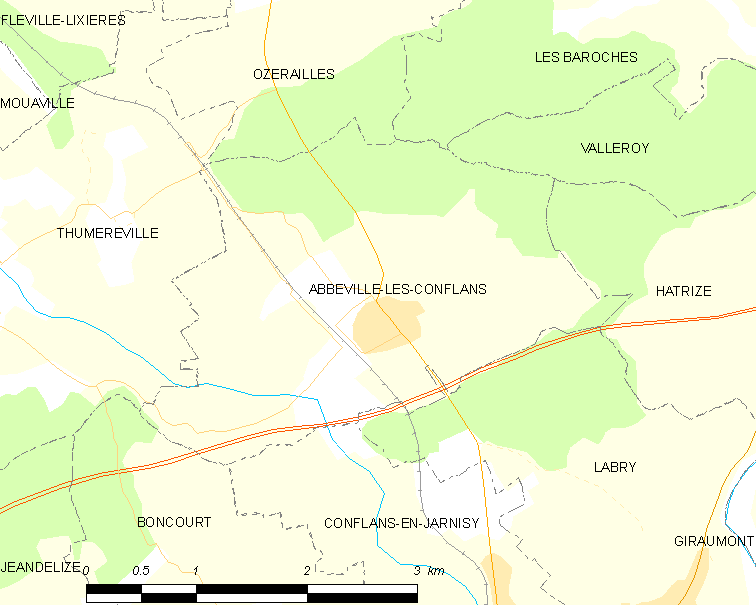
阿贝维尔莱孔夫朗的OSM定位图

## 行政
阿贝维尔莱孔夫朗的邮政编码为54800，INSEE市镇编码为54002。

## 政治
阿贝维尔莱孔夫朗所属的省级选区为布里埃地区县。

## 人口

1962-2008年间阿贝维尔莱孔夫朗人口变化图示

阿贝维尔莱孔夫朗于2022年1月1日时的人口数量为237人。